# Rozwój przestrzenny Bydgoszczy

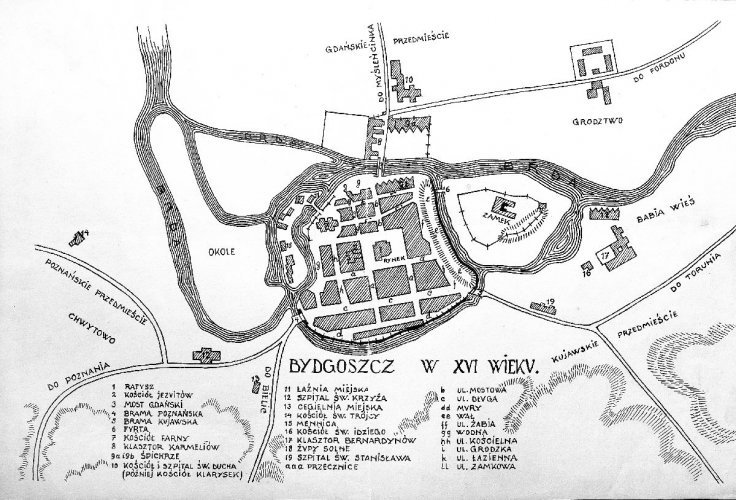
Rekonstrukcja planu Bydgoszczy z XVI-XVII wieku

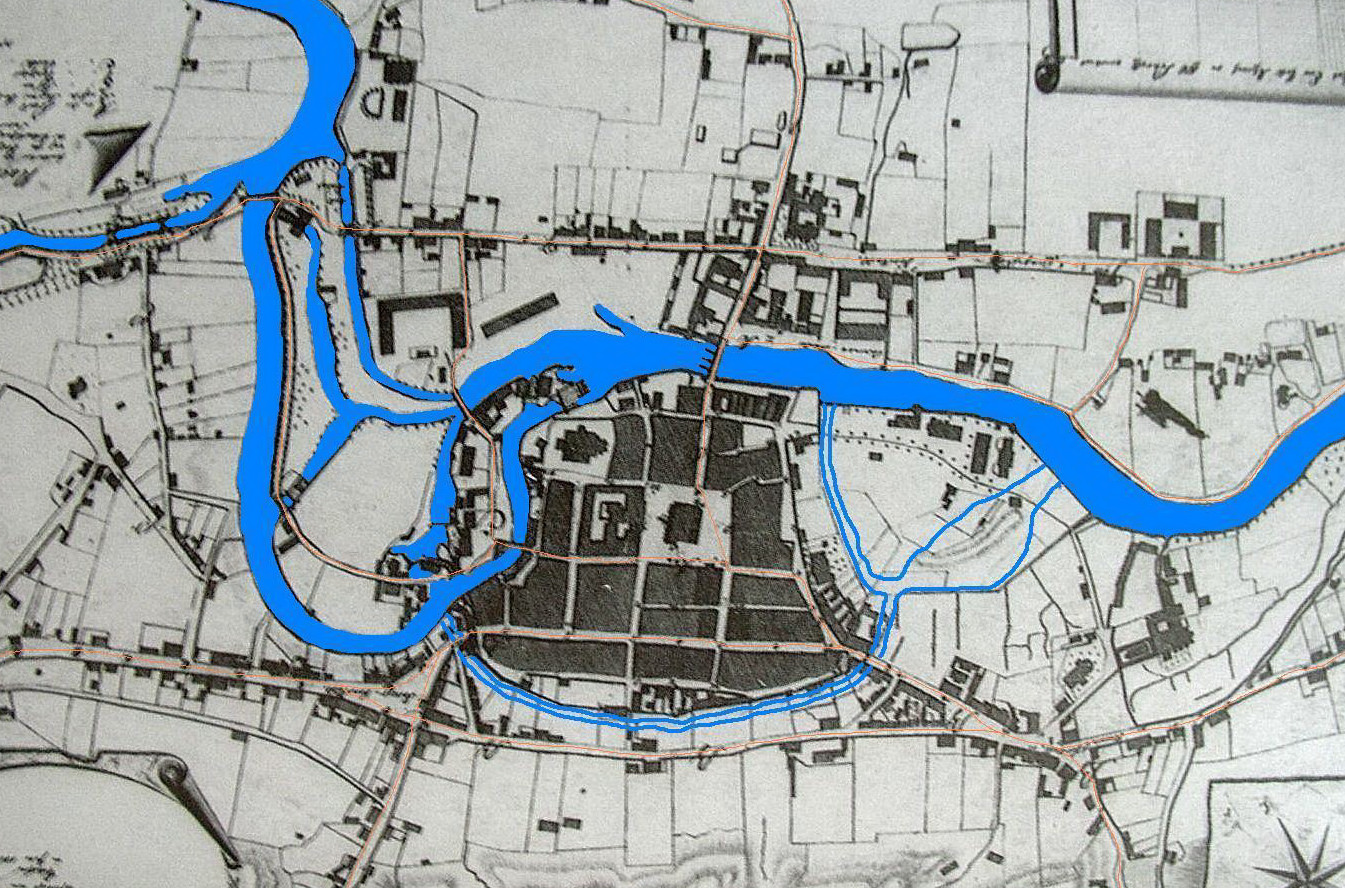
Plan Lindnera z 1800 r.

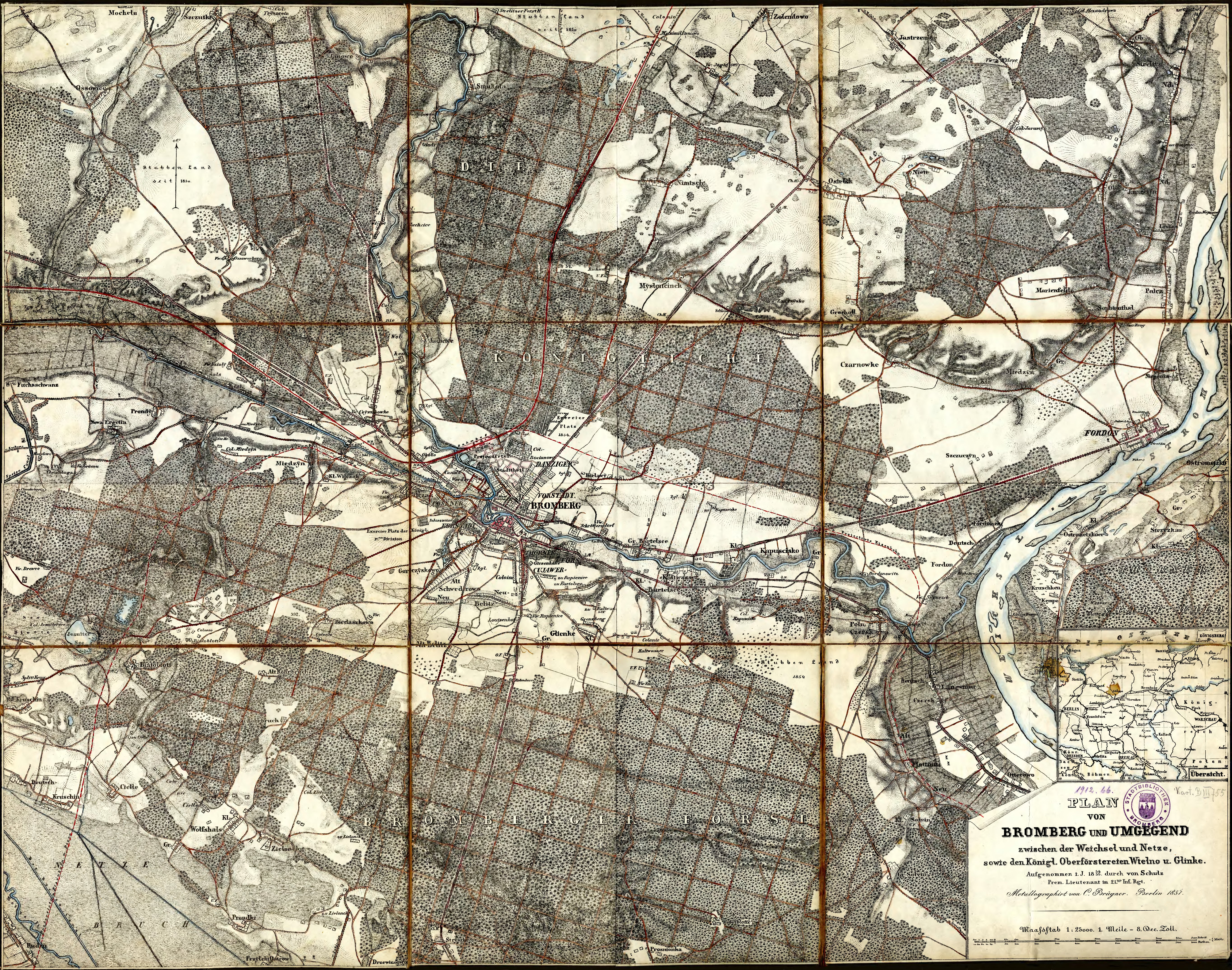
Bydgoszcz i okolica w 1857 r.

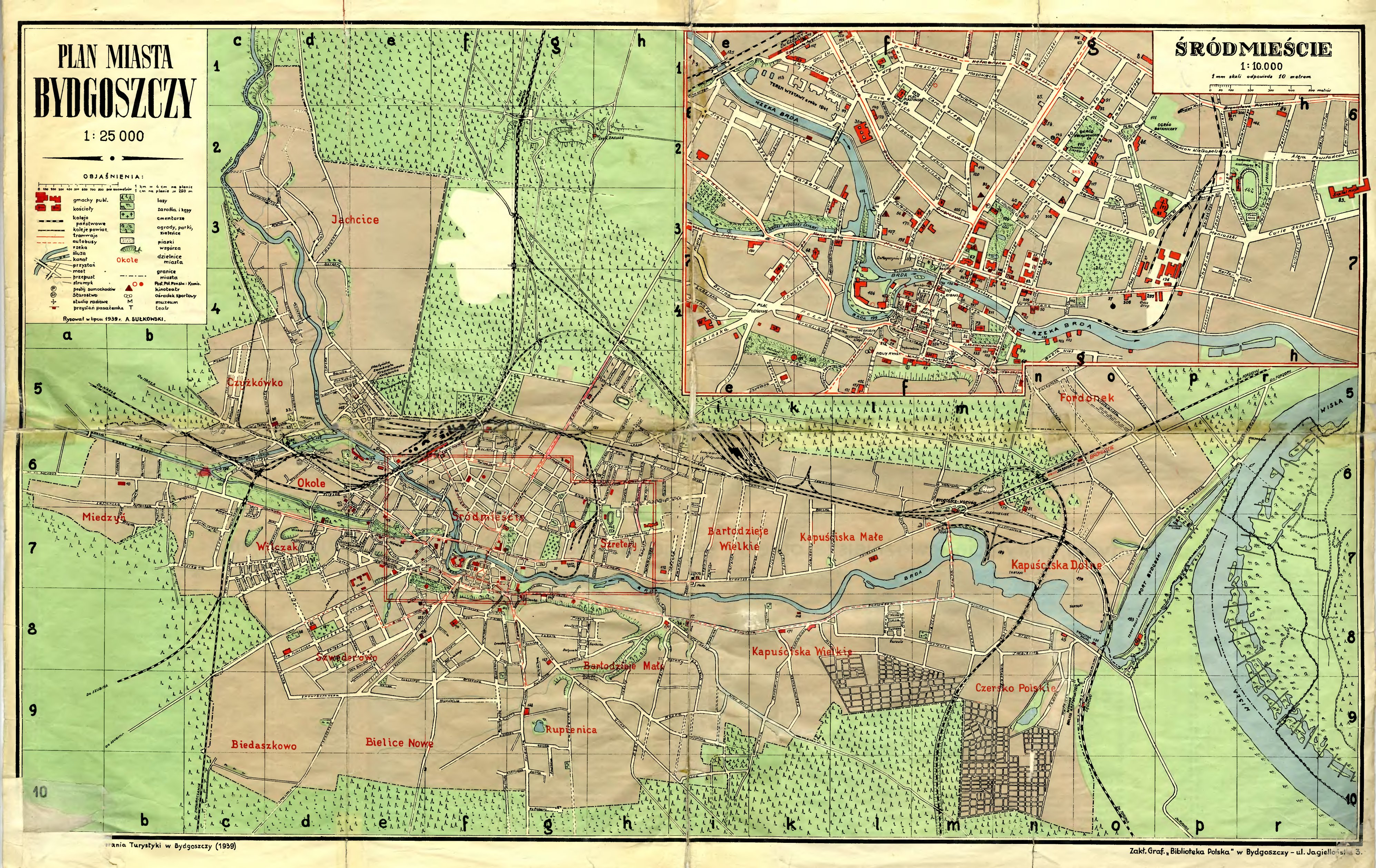
Bydgoszcz w 1939 r.

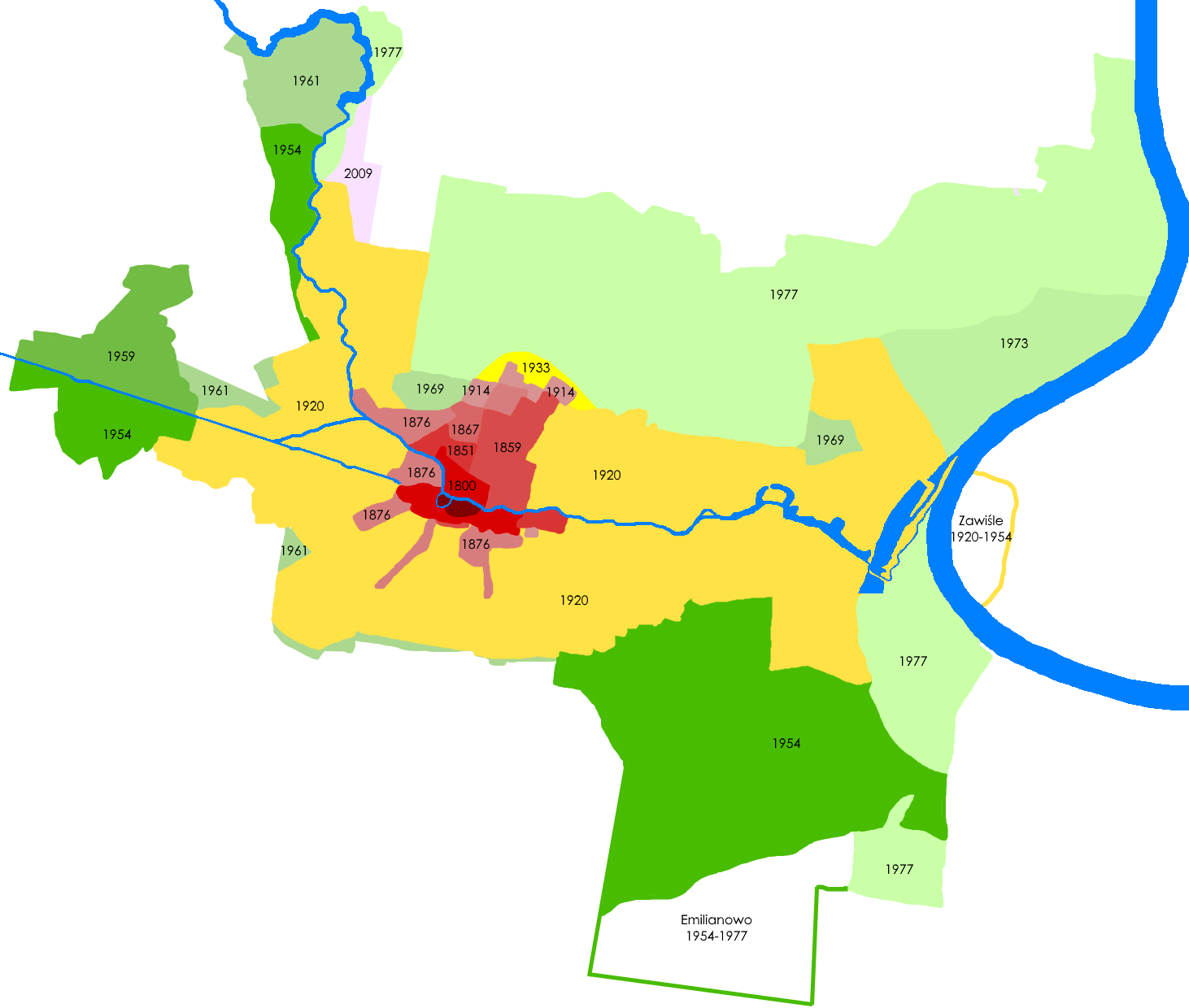
Rozwój terytorialny Bydgoszczy

Rozwój przestrzenny Bydgoszczy został ukształtowany pod wpływem fizjografii miasta oraz podziałów własnościowych i administracyjnych. Współcześnie śladem etapów rozwoju przestrzennego jest podział na jednostki urbanistyczne.

## Rozwój terytorialny miasta

### Okres staropolski
Początkiem Bydgoszczy było założenie grodu, którego istnienie potwierdzono podczas prac wykopaliskowych, a odnalezione szczątki jego zabudowy datowano dendrochronologicznie na lata 1037–1053, czyli lata panowania Kazimierza Odnowiciela. Pierwsza wzmianka pisana o grodzie bydgoskim pochodzi z 1238 r. W XIII wieku gród ten posiadał znaczenie administracyjne (Kasztelania bydgoska, na początku XIV w. współstolica księstwa bydgosko-wyszogrodzkiego) oraz stanowił strategiczny punkt kontrolny, w miejscu dogodnej przeprawy przez rzekę Brdę z Kujaw na Pomorze Gdańskie. Powierzchnię grodu wraz z osadą podgrodową i kaplicą św. Idziego szacuje się na 9 ha. W 1288 r. w leżącej na terenie dzisiejszych Bartodziei wsi Rzepce odbyło się spotkanie księcia pomorskiego Mściwoja II i księcia wielkopolskiego Przemysła II.
Akt lokacyjny miasta Bydgoszczy wydany przez Kazimierza Wielkiego 19 kwietnia 1346 r. określił granice miasta na półwyspie otoczonym wodami Brdy, lecz zapewnił również rozległe patrymonium miejskie (strefę żywieniową) na obszarze od Smukały – Myślęcinka na północy po jezioro Jezuickie i Noteć na południu. Granicę zachodnią wyznaczały Ciele i Łochowo, a wschodnią linia jezioro Jezuickie – Glinki – Bielawy – Zamczysko. Na obszarze tym mieszczanie mieli prawo korzystać z ziemi ornej, pastwisk, lasów oraz uprawiać rybołówstwo. Poza Wschową żadne miasto lokowane przez Kazimierza Wielkiego nie zostało tak hojnie obdarowane. W późniejszym okresie na terenie patrymonium Bydgoszczy powstało kilkanaście folwarków, stanowiących własność miasta. Szczególne nasilenie ich powstawania miało miejsce w XVIII wieku, a nadawane im nazwy odziedziczyły dzisiejsze bydgoskie jednostki urbanistyczne.
W wiekach XIV-XVIII osadnictwo Bydgoszczy ograniczało się do terenu położonego w obrębie murów miejskich (10 ha, łącznie z wodami obronnymi 15 ha). Cały zespół obronny miasta z zamkiem i Wyspą Młyńską zajmował razem około 25 ha. W mieście lokacyjnym zabudowanym w całości w XVI-XVII w. mieszkało do 3 tys. mieszkańców. Kolejne 2 tys. zamieszkiwało przedmieścia: Gdańskie, Kujawskie i Poznańskie, których nazwy odpowiadały bramom miejskim. Dokumentem stanu urbanistycznego miasta z tego okresu jest widok panoramiczny Bydgoszczy Erika Dahlberga z 1657 r., gdzie na planie sytuacyjnym czytelny jest wyspowy układ miasta z zamkiem i Wyspą Młyńską.

### I okres pruski 1772-1851
Drugi etap rozwoju miasta przypada na okres pomyślności gospodarczej związanej z budową Kanału Bydgoskiego (1774), zabudowy miasta w obszarze lokacyjnym i rozbudowy przedmieść. Od 1783 roku ośrodek dzielił się na Śródmieście i trzy przedmieścia: Poznańskie, Toruńskie i Gdańskie. Później wydzielono jeszcze przedmieście Okole, połączone w jedną całość z Wyspą Młyńską. Zabudowa mieszkalna wzdłuż dróg wylotowych utworzyła układ wydłużonych ramion. Ten stan zasiedlenia i zabudowy trwał do końca XVIII wieku i udokumentowany jest planem sytuacyjnym Lindnera z 1800 r. Terytorium Starego Miasta z przedmieściami zajmowało wówczas powierzchnię około 175 ha i liczyło 4,5 tys. mieszkańców, w tym ponad 2 tys. w obrębie murów miejskich.
Do połowy XIX wieku nie nastąpiły poważniejsze zmiany w układzie przestrzennym Bydgoszczy. Od lat 20. XIX w. zabudowa Starego Miasta rozlewała się szerzej poza ciąg rozbieranych w tym czasie obwarowań miejskich na południe w kierunku Zbocza Bydgoskiego (Nowy Rynek zał. 1835) oraz na północ wzdłuż ul. Gdańskiej, którą wytyczono na nowo w 1820 r. od skrzyżowania z ul. Pomorską. Na przedmieściu Gdańskim wokół zbudowanej w 1836 r. siedziby władz rejencji bydgoskiej, kształtowało się nowe centrum administracyjne miasta.

### II okres pruski 1851-1920
Trzeci etap rozwoju terytorialnego i ludnościowego Bydgoszczy przypada na koniec XIX i początek XX wieku, kiedy rozwój przemysłu i komunikacji przyczynił się poważnie do rozwoju miasta. Impuls do poszerzenia miasta w kierunku północno-zachodnim przyniosła w 1851 r. budowa dworca kolejowego Pruskiej Kolei Wschodniej łączącej Berlin z Królewcem poprzez Bydgoszcz. Dworzec ze względów techniczno-terenowych usytuowano w oddaleniu od centrum miasta na terenie odkupionym od folwarku Bocianowo. W zamierzeniu urbanizacji terenu położonego między miastem a dworcem magistrat Bydgoszczy dokonał 1 listopada 1851 r. pierwszego urzędowego włączenia nowych terenów do obszaru miejskiego: Bocianowa (60 ha) i Żup (20 ha, teren położony między ulicą Toruńską a rzeką Brdą, na wschód od Babiej Wsi). W 1859 r. nastąpiło drugie urzędowe włączenie przedmieść: Grodztwa i Nowego Dworu, a 3 grudnia 1867 r. Bocianowa Małego, łącznie 205 ha. Obszar Grodztwa położony był na wschód od terenów Bocianowa, między dzisiejszą ulicą Pomorską i ulicą Jagiellońską. Dla części terenów Grodztwa, położonych z obydwu stron ul. Gdańskiej, opracowano w 1879 r. plan rozbudowy miasta obejmujący około 70 ha. Tereny Bocianowa Małego, położone na północ od dzisiejszej ulicy Hetmańskiej, oraz obszar Nowego Dworu (część Szwederowa w okolicy ul. Nowodworskiej) włączono jako rezerwę pod przyszłą rozbudowę.
Do 1876 r. w granice administracyjne miasta włączono kolejne skrawki terenów, m.in. Ludwikowo, koszary północne, część Okola (Bielany), koszary ułańskie (Błonie), część Szwederowa (wzdłuż ul. Skorupki i Leszczyńskiego, Wiatrakowej, Lenartowicza, Kujawskiej), probostwo (okolice strzelnicy przy ul. Toruńskiej).
Dalsze zwiększenie obszaru miasta w latach 1897–1914 składało się tylko z gruntów doraźnie wykupionych pod budowę projektowanych i wznoszonych wówczas obiektów użyteczności publicznej. Do miasta włączono m.in.: 7 ha pod północne boisko sportowe (1897), 22 ha pod cmentarze: Nowofarny i ewangelicki (1906), 4,5 ha pod szkołę wojenną (1913), 3 ha pod wieżę Bismarcka (1913), 5,5 ha pod koszary leśne (1914). W tym czasie obszar miasta liczył 845 ha i był blisko 5 razy większy od stanu z 1800 r.
Mimo poszerzenia granic, Bydgoszcz była miastem zwartym, gęsto zabudowanym, w pewnym stopniu odseparowanym od polskich przedmieść, mających charakter częściowo miejski (rozwinięty przemysł, pierzeje kamienic czynszowych – Okole, Wilczak, Szwederowo, Bielawy, Skrzetusko). Potrzebę włączenia do miasta okolicznych 10 gmin dostrzegano już w 1893 r. W 1907 r. bezskutecznie zabiegano o włączenie gmin podmiejskich, położonych wzdłuż rzeki Brdy. Kolejne wnioski o poszerzenie pochodzą z lat 1909 i 1913, lecz ich realizację odłożono ze względu na ówczesną sytuację polityczną Niemiec. Z 1919 r. pochodził plan włączenia 13 gmin o łącznej powierzchni 4958 ha z 38 tys. mieszkańców.

### Okres międzywojenny
Kolejny etap rozwoju terytorialnego Bydgoszczy przypada na okres przejęcia miasta przez władze odrodzonej Polski. 1 kwietnia 1920 r. władze państwowe w Warszawie zadecydowały o włączeniu 18 gmin podmiejskich, powiększając ośmiokrotnie obszar miasta. Ustalenie nowych granic przesunęło Bydgoszcz znad Brdy na wschód do Wisły, zwiększając obszar miejski z 845 ha do 6533 ha. Wśród włączonych gmin były m.in. Bielawy (132 ha), Skrzetusko (135 ha), Bartodzieje Wielkie (200 ha), Kapuściska Małe (dzisiejszą Bydgoszcz-Wschód, 286 ha), Kapuściska Dolne (Siernieczek, 309 ha), Fordonek (750 ha, wraz z Zawiślem), Czersko Polskie (418 ha), Kapuściska Wielkie (Zimne Wody, 536 ha), Bartodzieje Małe (333 ha), Rupienica (Glinki, 291 ha), Bielice Nowe (Lotnisko, 262 ha), Szwederowo (257 ha), Biedaszkowo (229 ha), Wilczak (227 ha), Miedzyń (258 ha), Okole (131 ha), Czyżkówko (382 ha), Jachcice (552 ha). W 1933 r. do północnej części miasta włączono dodatkowo Las Gdański o powierzchni 106 ha (dzisiaj osiedle Leśne i Zawisza).
Po przeprowadzeniu inkorporacji Bydgoszcz stała się jednym z największych miast II Rzeczypospolitej. W 1921 roku była trzecim pod względem terytorialnym miastem w kraju (po Warszawie i Wilnie), a w 1939 r. piątym po Warszawie, Wilnie, Poznaniu i Lwowie, zaś siódmym pod względem liczby ludności.
Dokonane przekształcenia spowodowały istotne zmiany w kierunkach rozwoju Bydgoszczy. Miasto rozciągało się odtąd na długości ok. 20 km wzdłuż pradoliny Brdy, Kanału Bydgoskiego i opierało na Wiśle, stanowiącej jego wschodnią granicę. Na prawym brzegu Wisły do terytorium Bydgoszczy należała enklawa Zawiśle o pow. 198 ha, która leżała na terytorium województwa pomorskiego, podczas gdy pozostała część miasta, aż do 1938 r. znajdowała się w województwie poznańskim.
Nowe terytorium miasta było niejednolite. Oprócz obszarów o miejskiej zabudowie (Bielawy, Okole, Wilczak), wcielono obszary mało zurbanizowane, nawet o charakterze wiejskim (Miedzyń, Czyżkówko, Jachcice, Rupienica, Fordonek). Na terenach położonych wzdłuż Brdy kształtowała się wschodnia dzielnica składowo-przemysłowa.
W 1939 na 143 tysięcy mieszkańców miasta tylko połowa mieszkała w centrum, obejmującym dawne terytorium z okresu pruskiego.

### Okres okupacji hitlerowskiej
W 1940 r. okupacyjne władze niemieckie przeprowadziły korektę granic w celu uzyskania bardziej zwartego obszaru miasta. Wyłączono obszary Jachcic, Czyżkówka, Fordonku i Zawiśla – łącznie 733 ha, natomiast włączono pas terenów leśnych na północy i kilka enklaw na obwodzie granic o powierzchni około 1 035 ha.

### Okres powojenny
Po II wojnie światowej władze Polski Ludowej w 1945 r. nie uznały zmian granic z okresu wojennego i przywróciły stan z 1939 r. Pierwsze powojenne koncepcje rozwoju terytorialnego miasta zostały sformułowane w latach 1948–1947. W związku z planowanym rozwojem przemysłu i wzrostem liczby ludności, zaplanowano skierowanie ekspansji terytorialnej miasta w kierunku wschodnim, aż do Fordonu. Na tym obszarze zamierzano ulokować inwestycje przemysłowe, natomiast budownictwo mieszkaniowe skoncentrować w dzielnicach położonych wokół Śródmieścia.
Pierwszych zmian dokonano jednak dopiero 5 października 1954 r., kiedy to uchwałą władz wojewódzkich włączono do Bydgoszczy: Opławiec (479 ha), Prądy (307 ha), Łęgnowo i Żółwin (3535 ha) oraz port drzewny Łęgnowo (18 ha). Z obszaru miasta wyłączono natomiast Zawiśle – enklawę na prawym brzegu Wisły, na której obecnie znajduje się projektowany rezerwat przyrody Mała Kępa Ostromecka. Największym z włączonych obszarów było Łęgnowo, na którym znajdowała się rozbudowana w okresie okupacji DAG Fabrik Bromberg, w latach 50. przekształcona w Zakłady Chemiczne prowadzące produkcję cywilną, jak i tajną produkcję materiałów wybuchowych.
Wnioski dotyczące dalszej korekty granic, a wynikające z ogólnego planu zagospodarowania miasta, spowodowały przyłączenie 7 grudnia 1959 roku terenu Osowa Góra (512 ha), a 3 grudnia 1961 r. terenów Janowa (138 ha) oraz fragmentów lasu przy ul. Szubińskiej (66 ha) i Grunwaldzkiej (89 ha). Na Osowej Górze w latach 60. zlokalizowano nową dzielnicę składowo-przemysłową oraz osiedla mieszkaniowe.
W 1964 r. władze administracyjne zatwierdziły ogólny plan perspektywiczny zagospodarowania przestrzennego miasta, utrzymując wschodni kierunek rozbudowy miasta. Mimo tego w latach 50. i 60. większość inwestycji mieszkaniowych (Kapuściska, Leśne, Błonie) i przemysłowych lokalizowano w Śródmieściu lub jego otoczeniu, przeprowadzając rozbudowę istniejących już zakładów. W latach 70. realizowano osiedla mieszkaniowe w południowej i wschodniej części miasta (m.in. Wyżyny, Kapuściska, Wzgórze Wolności, Szwederowo, Bartodzieje). W tym czasie wybudowano na wschodniej rubieżach miasta filie zakładów Romet i Telkom-Telfa, przeniesiono część pomieszczeń magazynowych do dzielnicy Bydgoszcz-Wschód oraz zdecydowano o budowie Ośrodka Studiów Wyższych – ATR.
1 stycznia 1973 r. dokonano zmiany granic administracyjnych przez przyłączenie Fordonu (tarasu dolnego – obszar 830 ha). W cztery lata później dokonano kolejnego poszerzenia obszaru miasta w związku z decyzją o budowie większej, niż początkowo planowano nowej dzielnicy mieszkaniowej w Fordonie, Leśnego Parku Kultury i Wypoczynku i innych terenów rekreacyjnych oraz konieczności zapewnienia rezerw terenu pod inwestycje komunalne: oczyszczalnię ścieków i kompleks utylizacji odpadów. Nowo przyłączone tereny miały łączną powierzchnię 5 632,14 ha, natomiast oddano gminie Nowa Wieś Wielka obszar leśny o powierzchni 944,19 ha (Bydgoszcz Emilianowo). Do Bydgoszczy przyłączono wsie: Czarnówczyn (619 ha), Łoskoń (843 ha), Smukała Dolna (154 ha), Łęgnowo Wieś (457 ha), Plątnowo (179 ha), a także częściowo wsie: Wypaleniska (154 ha), Mariampol (673 ha), Myślęcinek (296 ha), Niemcz (2052 ha), Zamczysko (105 ha). Po dokonaniu tych zmian powierzchnia miasta wynosiła 17 442 ha.
W latach 2006–2010 ówczesny prezydent miasta Konstanty Dombrowicz przygotował plan korekty granic Bydgoszczy, głównie poprzez włączenie z gminy Białe Błota części portu lotniczego, z gminy Sicienko osiedla Dolna Waleniowa na Osowej Górze i kilku innych fragmentów terenu. Wobec sprzeciwu okolicznych gmin przeprowadzono tylko zmiany dotyczące gminy Osielsko.

### Kalendarium zmian terytorium Bydgoszczy
| Rok przyłączenia | Osiedla | Powierzchnia przyłączona, ha | Uwagi |
| ---------------- | --- | ---------------------------- | --- |
| 1851             | Bocianowo (60 ha), Żupy (20 ha) | 80                           | przyrost powierzchni miasta 46%, teren dzisiejszego Śródmieścia |
| 1858-1859        | Nowy Dwór (15 ha), Grodztwo (205 ha) | 220                          | przyrost 86%, teren dzisiejszego Śródmieścia, północne obrzeże Szwederowa |
| 1867             | Bocianowo Małe II | 45                           | przyrost 10%, teren dzisiejszego Śródmieścia |
| 1876             | koszary ułańskie Błonie (32 ha), Jary, Ludwikowo (63,5 ha), część Okola (45 ha), część Szwederowa (18 ha), Bielice (32 ha), stacja kolejowa (40,5 ha), koszary północne (32 ha), probostwo (20 ha) | 283                          | przyrost 54%, najbliższe miastu przedmieścia od strony zachodniej i południowej |
| 1897-1914        | część Bielaw: północne boisko sportowe (1897 r. 7 ha), cmentarz północny (1906 r. 22 ha), Szkoła Wojenna (1913 r. 4,5 ha), pomnik Bismarcka (1913 r. 3 ha), koszary leśne (1914 r. 5,5 ha)         | 42                           | przyrost powierzchni miasta 5% |
| 1920             | reszta Okola i Szwederowa, Czyżkówko, Bielice, Skrzetusko, Wilczak, reszta Bielaw, Bartodzieje Wielkie i Bartodzieje Małe, Zimne Wody, Jachcice, Fordonek, Czersko Polskie, Rupienica              | 5793                         | przyrost 685%, wszystkie związane z miastem przedmieścia i wsie o zaludnieniu wówczas ok. 22 tysięcy osób. |
| 1954             | Opławiec, Prądy i Żółwin | 4340                         | przyrost 65%, słabo zaludnione tereny zachodnich przedmieść i zalesione tereny DAG Fabrik Bromberg |
| 1959             | Osowa Góra | 512                          | przyrost 5%, wieś – wówczas słabo zaludniona (dzisiaj osiedle 13 tys. mieszkańców) |
| 1961             | Janowo, las szubiński, las przy ul. Grunwaldzkiej | 489                          | przyrost 4%, tereny leśne |
| 1973             | Fordon | 830                          | przyrost 7%, miasteczko oraz tereny między Fordonem a Brdyujściem o zaludnieniu łącznie ok. 9 tys. osób, miejsce wyznaczone na Zespół Szkół Wyższych oraz nową dzielnicę mieszkaniową (obecnie ok. 70 tysięcy mieszkańców) |
| 1977             | część terenów gmin Osielsko i Solec Kujawski, Czarnówczyn, Łoskoń, Smukała Dolna, Łęgnowo, Plątnowo, Mariampol, część Wypalenisk, Myślęcinek, Niemcz, gminie Nowa Wieś Wielka oddano część lasu    | 4639                         | przyrost 36%, słabo zaludnione tereny w północnej części miasta oraz dwie wsie w południowo-wschodniej części miasta |

## Podział na jednostki urbanistyczne

### Strefy przestrzenne
| Dzielnica                                  | Ludność [tys. osób] |
| Górny Taras                                | 137,4               |
| Dolny Taras                                | 102,0               |
| Fordon (Wschodnia Dzielnica)               | 71,0                |
| Dzielnica Zachodnia (Willowa)              | 42,9                |
| Południowo-wschodnia dzielnica przemysłowa | 2,8                 |

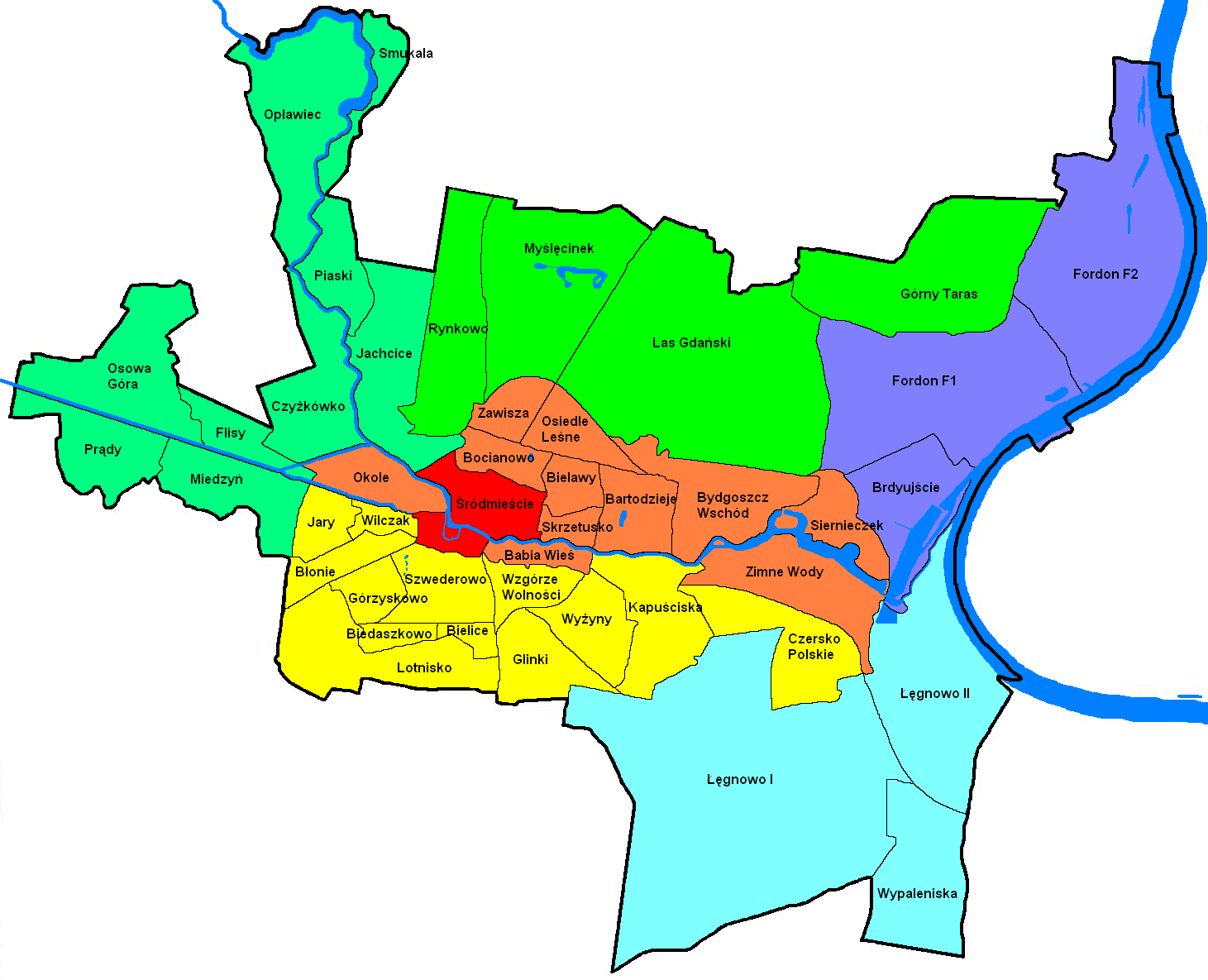
Schemat osiedli Bydgoszczy

Cechą charakterystyczną Bydgoszczy jest rozległy układ urbanistyczny rozciągnięty w kierunku wschód-zachód. Odległość między krańcami miasta wynosi z zachodu na wschód: 21 km, zaś z północy na południe 9–16 km. Centrum stanowi zwarcie zabudowane Śródmieście i Stare Miasto, w którym znajduje się większość jednostek administracji, kultury, szkolnictwa wyższego i specjalistycznego, jak również zabytków. Miasto przecina rzeka Brda, dzieląc go na dwie nierówne części. Od wschodu Bydgoszcz okala Wisła, stanowiąc w części jej granicę administracyjną, zaś na zachodzie osią miasta jest Kanał Bydgoski z systemem śluz. Inną cechą jest występowanie szeregu kompleksów leśnych zlokalizowanych zarówno w granicach administracyjnych miasta jak Las Gdański, Myślęcinek, Rynkowo, Puszcza Bydgoska w Łęgnowie, jak też otaczających je ze wszystkich stron. Kompleksy te w zasadzie ograniczają możliwości swobodnej rozbudowy miasta i determinują enklawowość jego osiedli mieszkaniowych, zwłaszcza w rejonach peryferyjnych. Dlatego też rozwijają się odległe osiedla np. Osowa Góra (na zachodzie) czy Fordon (na wschodzie miasta). Istotnym uwarunkowaniem zabudowy i rozwoju Bydgoszczy jest także układ mikroregionów fizycznogeograficznych, zwłaszcza występowanie krawędzi wysoczyzn Pradoliny Toruńsko-Eberswaldzkiej, Doliny Brdy i Doliny Dolnej Wisły. Zróżnicowanie poszczególnych poziomów terasowych, oddzielonych malowniczymi zboczami, zwiększa walory krajobrazowe, lecz zarazem utrudnia zabudowę i powiązania komunikacyjne miasta.
W mieście można wydzielić pięć stref przestrzennych:
- Górny Taras położony w południowej części miasta na wysokiej terasie Pradoliny Toruńsko-Eberswaldzkiej o wysokości ok. 70 m n.p.m. Obejmuje on osiedla: Błonie, Biedaszkowo, Bielice, Czersko Polskie, Glinki, Górzyskowo, Jary, Kapuściska, Szwederowo, Wilczak, Wyżyny, Wzgórze Wolności. Mieszka tam ok. 39% ludności miasta, w strefie intensywnej zabudowy mieszkaniowej wielorodzinnej (Kapuściska, Wyżyny, Wzgórze Wolności, Szwederowo, Błonie) oraz jednorodzinnej (Jary, Glinki, Bielice, Biedaszkowo). Południowe obrzeża zajmuje międzynarodowy port lotniczy.
- Dolny Taras położony w środkowej części miasta, wzdłuż Brdy, na niskiej terasie Pradoliny Toruńsko-Eberswaldzkiej (wysokość 55 m n.p.m. na zachodzie do 30 m n.p.m. na wschodzie w rejonie Wisły). Obejmuje on zabytkowe Stare Miasto i Śródmieście oraz osiedla: Babią Wieś, Bartodzieje, Bielawy, Bocianowo, Bydgoszcz Wschód, Leśne, Okole, Siernieczek, Zawisza, Zimne Wody. Mieszka tam ok. 29% ludności miasta. Obok zabudowy mieszkalnej wielorodzinnej (Leśne, Bartodzieje, Skrzetusko), znajdują się tam strefy zabudowy przemysłowej i składowej w kierunku wschodnim, przy ujściu Brdy do Wisły (Bydgoszcz-Wschód, Zimne Wody, Brdyujście, Siernieczek).
- Wschodnia Dzielnica położona na północnym wschodzie miasta między Wisłą a Zboczem Fordońskim. Obejmuje ona ok. 20% ludności Bydgoszczy na osiedlach Brdyujście, Stary Fordon oraz zbudowanym w latach 80. i 90. od podstaw Nowym Fordonie. Obszary te mają charakter mieszkaniowy, zaś w rejonie Brdyujścia znajdują się również składy przemysłowe.
- Zachodnie i północno-zachodnie osiedla willowe położone są w zachodniej i północno-zachodniej części miasta wzdłuż Brdy i Kanału Bydgoskiego w spokojnej, pełnej lasów okolicy. Ich charakterystyczną cechą jest ekstensywna zabudowa, głównie o charakterze jednorodzinnym. W dzielnicy tej mieszka ok. 12% ludności Bydgoszczy na osiedlach: Czyżkówko, Flisy, Jachcice, Janowo, Miedzyń, Opławiec, Osowa Góra, Piaski, Smukała.
- Północny Pas Rekreacyjny to strefa wypoczynku i rekreacji w północnej części miasta, położona głównie na terenie leśnym. Obejmuje m.in. on 830-hektarowy Leśny Park Kultury i Wypoczynku, oraz tereny chronione prawnie, m.in. Zespół Parków Krajobrazowych nad Dolną Wisłą. Obejmuje osiedla: Rynkowo, Myślęcinek i Las Gdański. Do strefy tej może być także wliczony górny taras Fordonu. Cennym elementem przyrodniczym jest Zbocze Fordońskie z systemem dolinek i wąwozów erozyjnych.
- Południowo-wschodnia dzielnica przemysłowa obejmuje teren przekształcony podczas budowy niemieckiej fabryki DAG Fabrik Bromberg podczas II wojny światowej. Tereny te po wojnie zaadaptowano dla potrzeb przedsiębiorstw, głównie przemysłu chemicznego, a w 2005 r. utworzono Bydgoski Park Przemysłowo-Technologiczny. Jego cechą charakterystyczną jest współistnienie krajobrazu przekształconego przez przemysł z rozległymi, atrakcyjnymi rekreacyjnie terenami leśnymi Puszczy Bydgoskiej. W Wypaleniskach znajduje się bydgoski kompleks utylizacji odpadów, a w Łęgnowie – oczyszczalnia ścieków dla górnego tarasu miasta. Obszar przecina magistrala węglowa oraz południowa obwodnica Bydgoszczy w ciągu drogi nr 10. W sąsiedztwie znajduje się port lotniczy

Przybliżona liczba ludności zamieszkującej bydgoskie jednostki urbanistyczne w 2012 r. (szacunek oparty jest na meldunkach stałych)
| Jednostka                    | Liczba ludności | Powierzchnia (ha). | Gęstość zaludnienia (osób/km²) | Dzielnica                |
| ---------------------------- | --------------- | ------------------ | ------------------------------ | ------------------------ |
| Fordon (dolny + górny taras) | 72 160          | 3063               | 2356                           | wschodnia                |
| Szwederowo                   | 32 760          | 236                | 13 881                         | górny taras              |
| Wyżyny                       | 29 850          | 214                | 13 949                         | górny taras              |
| Bartodzieje                  | 24 540          | 203                | 12 089                         | dolny taras              |
| Kapuściska                   | 24 060          | 340                | 7076                           | górny taras              |
| Śródmieście                  | 22 150          | 283                | 7827                           | dolny taras              |
| Błonie                       | 16 680          | 129                | 12 930                         | górny taras              |
| Osowa Góra                   | 14 030          | 480                | 2923                           | zachodnia                |
| Bocianowo                    | 11 820          | 117                | 10 103                         | dolny taras              |
| Miedzyń                      | 11 730          | 311                | 3772                           | zachodnia                |
| Leśne                        | 11 450          | 156                | 7340                           | dolny taras              |
| Wzgórze Wolności             | 11 430          | 118                | 9686                           | górny taras              |
| Okole                        | 11 290          | 191                | 5911                           | dolny taras              |
| Górzyskowo                   | 9000            | 110                | 8182                           | górny taras              |
| Czyżkówko                    | 8020            | 363                | 2209                           | zachodnia                |
| Bielawy                      | 6460            | 102                | 6333                           | dolny taras              |
| Glinki                       | 6210            | 221                | 2810                           | górny taras              |
| Jary                         | 6090            | 138                | 4413                           | górny taras              |
| Skrzetusko                   | 4800            | 68                 | 7059                           | dolny taras              |
| Wilczak                      | 4160            | 59                 | 7051                           | górny taras              |
| Jachcice                     | 3880            | 444                | 874                            | zachodnia                |
| Piaski                       | 2400            | 252                | 952                            | zachodnia                |
| Łęgnowo I                    | 1920            | 2263               | 85                             | płd.-wsch. przemysłowa   |
| Zimne Wody                   | 1770            | 405                | 437                            | dolny taras              |
| Babia Wieś                   | 1670            | 89                 | 1876                           | dolny taras              |
| Bydgoszcz Wschód             | 1560            | 369                | 423                            | dolny taras              |
| Zawisza                      | 1520            | 115                | 1322                           | dolny taras              |
| Brdyujście                   | 1220            | 382                | 319                            | wschodnia                |
| Opławiec                     | 1200            | 614                | 195                            | zachodnia                |
| Siernieczek                  | 980             | 193                | 508                            | dolny taras              |
| Flisy                        | 930             | 143                | 650                            | zachodnia                |
| Łęgnowo Wieś                 | 850             | 810                | 105                            | płd.-wsch. przemysłowa   |
| Prądy                        | 650             | 284                | 229                            | zachodnia                |
| Smukała                      | 620             | 232                | 267                            | zachodnia                |
| Las Gdański                  | 460             | 1554               | 30                             | północny pas rekreacyjny |
| Bielice                      | 420             | 49                 | 857                            | górny taras              |
| Biedaszkowo                  | 240             | 60                 | 400                            | górny taras              |
| Myślęcinek                   | 230             | 737                | 31                             | północny pas rekreacyjny |
| Czersko Polskie              | 39              | 338                | 12                             | górny taras              |
| Wypaleniska                  | 11              | 454                | 2                              | płd.-wsch. przemysłowa   |
| Rynkowo                      | 9               | 456                | 2                              | północny pas rekreacyjny |
| Lotnisko                     | 0               | 439                | 0                              | górny taras              |

### Liczba mieszkańców w podziale na osiedla
| Miejsce 2019 | Osiedle                            | Liczba mieszkańców 2018 | Liczba mieszkańców 2019 | Różnica 2019 vs 2018 | Różnica % |
| ------------ | ---------------------------------- | ----------------------- | ----------------------- | -------------------- | --------- |
| 1            | Wyżyny                             | 29379                   | 29980                   | 601                  | 2,05%     |
| 2            | Nowy Fordon                        | 29880                   | 29603                   | -277                 | -0,93%    |
| 3            | Bocianowo-Śródmieście-Stare Miasto | 28020                   | 27310                   | -710                 | -2,53%    |
| 4            | Bartodzieje                        | 23864                   | 23542                   | -322                 | -1,35%    |
| 5            | Szwederowo                         | 23024                   | 22652                   | -372                 | -1,62%    |
| 6            | Kapuściska                         | 21578                   | 21274                   | -304                 | -1,41%    |
| 7            | Stary Fordon                       | 15234                   | 15157                   | -77                  | -0,51%    |
| 8            | Tatrzańskie                        | 14733                   | 14628                   | -105                 | -0,71%    |
| 9            | Błonie                             | 14585                   | 14379                   | -206                 | -1,41%    |
| 10           | Górzyskowo                         | 13970                   | 13941                   | -29                  | -0,21%    |
| 11           | Osowa Góra                         | 13096                   | 12977                   | -119                 | -0,91%    |
| 12           | Leśne                              | 12533                   | 12488                   | -45                  | -0,36%    |
| 14           | Miedzyń-Prądy                      | 11688                   | 11707                   | 19                   | 0,16%     |
| 13           | Wzgórze Wolności                   | 11715                   | 11557                   | -158                 | -1,35%    |
| 15           | Okole                              | 9678                    | 9373                    | -305                 | -3,15%    |
| 16           | Wilczak-Jary                       | 8063                    | 7934                    | -129                 | -1,60%    |
| 17           | Czyżkówko                          | 7761                    | 7813                    | 52                   | 0,67%     |
| 18           | Bielawy                            | 7306                    | 7148                    | -158                 | -2,16%    |
| 19           | Tereny Nadwiślańskie               | 5337                    | 5414                    | 77                   | 1,44%     |
| 20           | Jachcice                           | 3577                    | 3536                    | -41                  | -1,15%    |
| 21           | Glinki Rupienica                   | 3177                    | 3162                    | -15                  | -0,47%    |
| 22           | Piaski                             | 2398                    | 2411                    | 13                   | 0,54%     |
| 23           | Bydgoszcz Wschód – Siernieczek     | 2307                    | 2293                    | -14                  | -0,61%    |
| 24           | Smukała-Opławiec-Janowo            | 1883                    | 1862                    | -21                  | -1,12%    |
| 25           | Łęgnowo                            | 1791                    | 1759                    | -32                  | -1,79%    |
| 26           | Flisy                              | 1525                    | 1520                    | -5                   | -0,33%    |
| 27           | Osiedle Brdyujście                 | 1385                    | 1369                    | -16                  | -1,16%    |
| 28           | Zimne Wody-Czersko Polskie         | 1155                    | 1137                    | -18                  | -1,56%    |
| 29           | Łęgnowo-Wieś                       | 853                     | 842                     | -11                  | -1,29%    |
|              | Całe miasto                        | 321495                  | 318768                  | –2727                | –0,85%    |

Źródło

### Przedmieścia Bydgoszczy
Funkcjonalną, choć nie administracyjną częścią Bydgoszczy są także miejscowości: Białe Błota, Trzciniec, Niemcz, Maksymilianowo, Osielsko w gminach podmiejskich: Białe Błota i Osielsko. Mimo że leżą poza obszarem administracyjnym miasta, mogą być traktowane jako integralne osiedla mieszkaniowe, gdyż odległość z tych gmin do centrum miasta jest dwukrotnie mniejsza niż z peryferyjnych bydgoskich osiedli. Przekłada się to na intensywny ich rozwój, zwłaszcza budownictwa willowego. Chętnie zasiedlane przez bydgoszczan są również takie miejscowości jak Ciele, Zielonka, Przyłęki, Brzoza, Osówiec, Niwy, Łochowo, Jarużyn, czy położone na wschód od Wisły Ostromecko, gdzie zespół pałacowo-parkowy jest własnością miasta Bydgoszczy.
Fragmenty pozostałych sąsiadujących gmin również można uznać za przedmieścia o charakterze peryferyjnych osiedli willowych:
- na północy (gmina Osielsko i Dobrcz)
- na południu (gmina Nowa Wieś Wielka i Solec Kujawski)
- na zachodzie (gmina Białe Błota i Sicienko)
- na wschodzie (gmina Dąbrowa Chełmińska)